# História da área de Yosemite

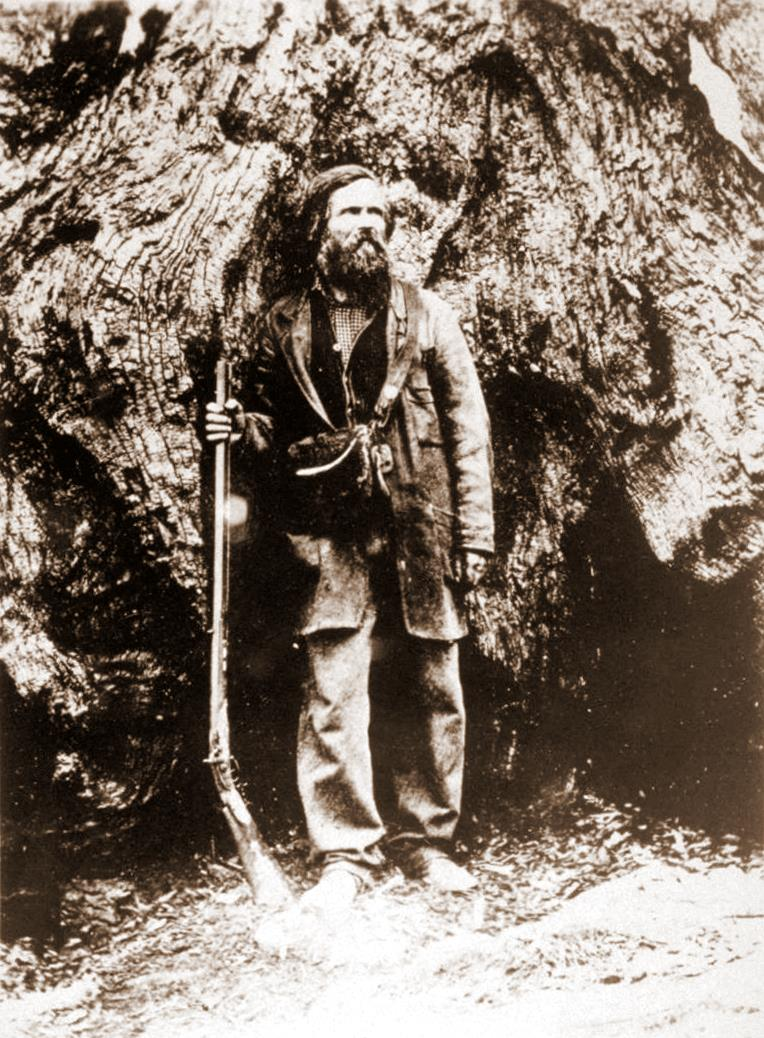
Galen Clark, o primeiro guardião nomeado pelo Estado da Califórnia para o Vale de Yosemite e para o Bosque Mariposa, fotografado em frente à Árvore Grizzly Giant, Bosque Mariposa, por volta de 1858–59.

A ocupação humana na região da Sierra Nevada da Califórnia remonta a 8 000–10 000 anos atrás. Populações historicamente atestadas de nativos americanos, como os Sierra Miwok, os Mono e os Paiute, pertencem aos filos Uto-Azteca e Utian. Em meados do século XIX, um grupo chamado Ahwahnechee vivia no Vale de Yosemite. A Corrida do Ouro da Califórnia aumentou muito o número de não indígenas na região. As tensões entre nativos americanos e colonizadores brancos escalaram até a Guerra de Mariposa. Nesse conflito, o colonizador James Savage conduziu o Batalhão de Mariposa ao Vale de Yosemite em 1851, perseguindo os ahwahnechees liderados pelo Chefe Tenaya. As forças militares estaduais californianas queimaram as aldeias da tribo, destruíram seus mantimentos, mataram os filhos do chefe e forçaram o povo a abandonar Yosemite. Relatos do Batalhão de Mariposa, especialmente do Dr. Lafayette Bunnell, popularizaram o Vale de Yosemite como uma maravilha cênica.
Em 1864, o Vale de Yosemite e o Bosque Mariposa de sequoias gigantes foram transferidos da administração federal para a estadual. O pioneiro Galen Clark tornou-se o primeiro guardião branco do local. As condições no vale foram tornadas mais hospitaleiras a não indígenas, e o acesso ao parque melhorou no fim do século XIX. Os povos indígenas continuaram a ser expulsos periodicamente, enquanto colonos brancos receberam um total de US$ 60 000 para desocuparem o vale. O naturalista John Muir e outros ativistas ficaram alarmados com a exploração excessiva da área. Seus esforços resultaram na criação do Parque Nacional de Yosemite em 1890. O Vale de Yosemite e o Bosque Mariposa foram incorporados ao parque nacional em 1906.
O Exército dos Estados Unidos teve jurisdição sobre o parque nacional de 1891 a 1914, seguido por breve administração civil. O recém-criado Serviço Nacional de Parques assumiu a gestão em 1916. Melhorias na infraestrutura estimularam o aumento de visitantes nesse período. Os preservacionistas liderados por Muir e pelo Sierra Club fracassaram em salvar o Vale de Hetch Hetchy de se tornar reservatório quando o Ato Raker foi aprovado em 2 de dezembro de 1913. Considerada uma grande derrota da conservação, esse episódio levou John Muir a abandonar a luta; ele faleceu em 24 de dezembro de 1914. A construção da Barragem O’Shaughnessy começou em 1919 e foi concluída em 1923. A perda de Hetch Hetchy contribuiu para a criação do Serviço Nacional de Parques com a aprovação da Lei Orgânica de 1916. Em 1964, 89 % do parque foi destinado a uma área intocada, e outras regiões protegidas foram acrescidas às margens do parque. A célebre Yosemite Firefall, que consistia em empurrar brasas incandescentes de um penhasco próximo a Glacier Point à noite, foi interrompida no fim do século XX, junto a outras atividades consideradas incompatíveis com a preservação do parque (a alimentação de ursos já havia sido descontinuada em 1940).

## História inicial

### Povos indígenas
A presença humana no próprio Vale de Yosemite pode ser rastreada até cerca de 3 000 anos atrás, quando a vegetação e os animais eram semelhantes aos de hoje; os lados ocidentais da Sierra Nevada apresentavam bolotas, veados e salmão, enquanto a serra oriental oferecia nozes-de-pinheiro e obsidiana. Grupos nativos viajavam entre essas regiões para comércio e conflitos.

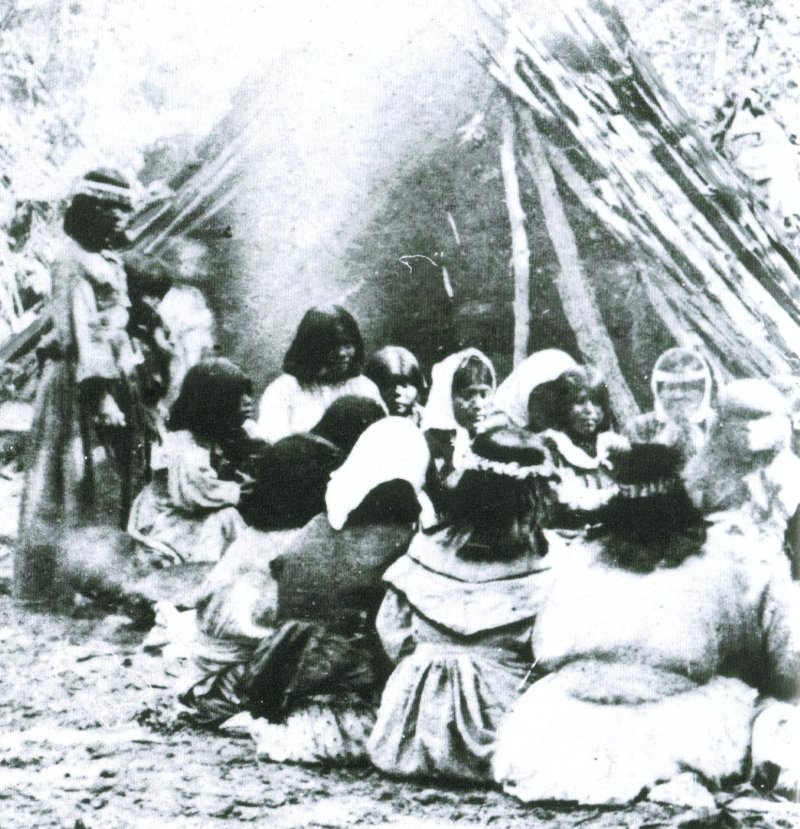
Cerimônia dos Paiute de Yosemite em 1872, no local onde hoje fica o Yosemite Lodge

Arqueólogos dividem o período pré-contato em três fases culturais. A fase Crane Flat durou de 1000 a.C. a 500 d.C., marcada pelo uso de atlatls e pedras de moagem. A fase Tamarack, de 500 a 1200, reflete a adoção de pontas menores de pedra, indicando o uso do arco e flecha. A fase Mariposa estendeu-se de 1200 até o contato com os europeus.
No período Mariposa, o comércio tribal expandiu-se; paiutes, miwoks e monos visitavam a região para trocas, usando rotas como o Desfiladeiro Sangrento e o Mono Pass até o Lago Mono. Os paiutes habitavam as cabeceiras dos rios Merced e Chowchilla, enquanto os miwoks centrais viviam nas bacias do Tuolumne e Stanislaus.
Os habitantes do vale chamavam-se Ahwahnechee, que em sua língua significa “habitantes de Ahwahnee”. Decimados por doença por volta de 1800, deixaram o vale, mas cerca de 200 retornaram sob a liderança de Tenaya, filho de um chefe Ahwahnechee.
Indígenas deslocados da costa californiana mudaram-se para a Sierra no início do século XIX, trazendo técnicas de alimentação, vestuário e tecnologias espanholas. Uniram-se a tribos locais, saqueando ranchos e conduzindo rebanhos de cavalos para a serra, onde a carne virou fonte alimentícia.

### Exploração por americanos de origem europeia
Apesar de missões, pueblos e presídios na costa, nenhum explorador espanhol visitou a Sierra Nevada. Os primeiros norte-americanos a cruzar as montanhas foram liderados pelo caçador de peles Jedediah Smith em maio de 1827, pelo Ebbetts Pass.

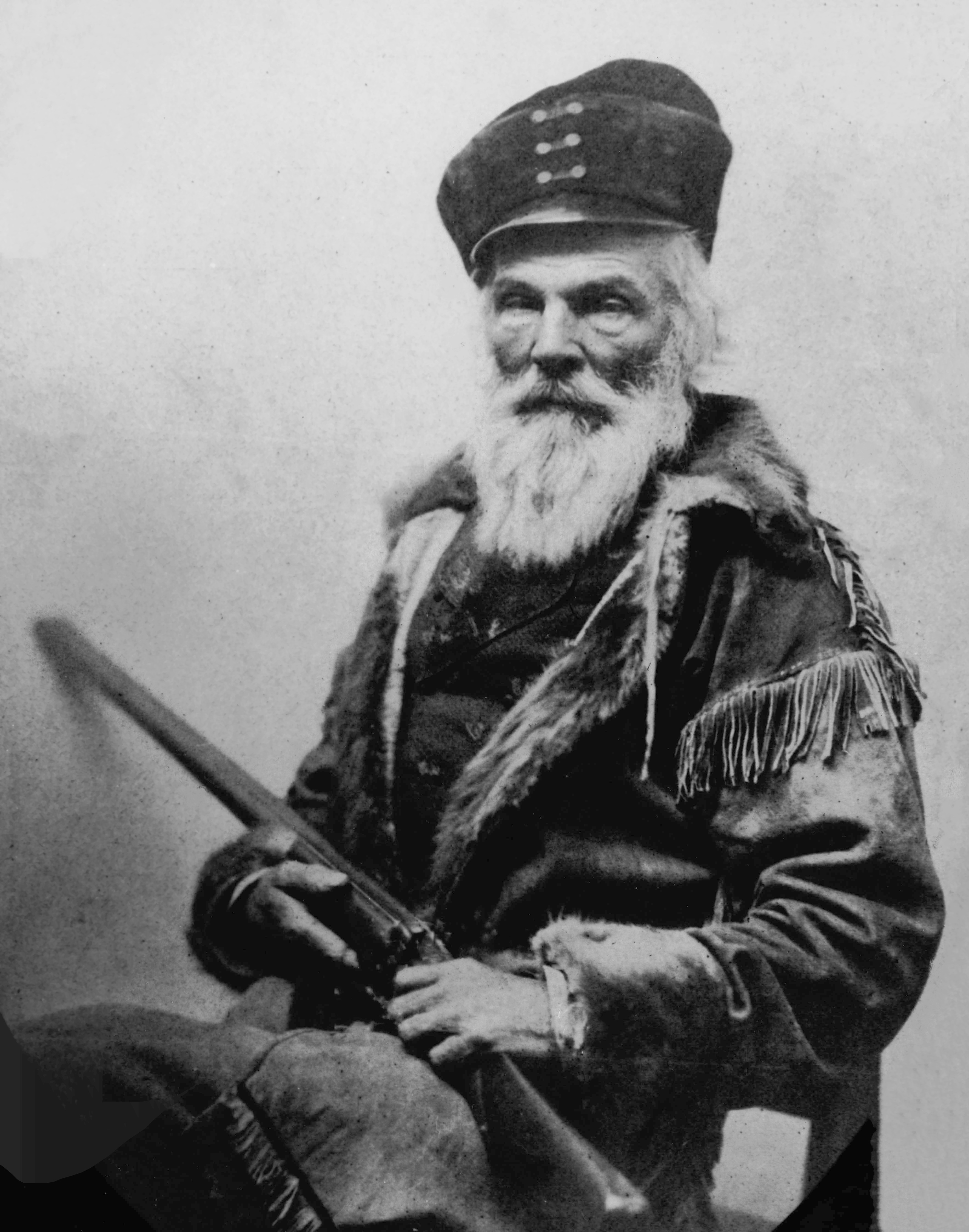
Joseph Walker, c. 1860. Possivelmente o primeiro europeu-americano a avistar o Vale de Yosemite.

Um grupo do mountain man Joseph Reddeford Walker pode ter visto o vale no outono de 1833, mas não entrou nele. Seu companheiro Zenas Leonard descreveu quedas d’água “de um precipício a outro, até se dissiparem em chuva abaixo”. Eles provavelmente visitaram o Tuolumne Grove ou o Merced Grove de sequoias gigantes, tornando-se os primeiros não indígenas a contemplar as árvores. Diários do grupo foram perdidos em um incêndio em 1839.
Em 1848, a descoberta de ouro mudou o panorama: a Corrida do Ouro da Califórnia trouxe mais de 40 000 garimpeiros ao longo da Trilha Califórnia, esgotando recursos indígenas e espalhando doenças. A erradicação cultural tornou-se política oficial dos EUA.
O primeiro avistamento confirmado do vale por não indígenas ocorreu em 18 de outubro de 1849, por William P. Abrams e um companheiro. Em 1850, um dos irmãos Screech entrou no Vale de Hetch Hetchy, tornando-se o primeiro não indígena a adentrá-lo.
Em 1855, a equipe de levantamento de Allexey W. Von Schmidt fez o primeiro traçado reto pela serra a leste do parque, estendendo a Base de Mount Diablo.Yosemite Notes, Volumes 28–30. [S.l.]: Yosemite Natural History Association. 1949. p. 27 De 1879 a 1883, o Escritório de Terras Gerais realizou grandes levantamentos na metade oeste do parque.

### Guerras de Mariposa

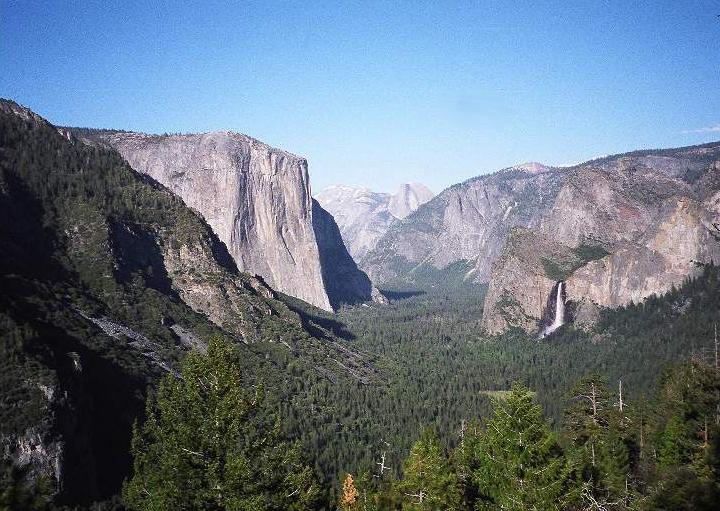
O Batalhão de Mariposa avistou o Vale de Yosemite próximo ao Old Inspiration Point. Foto de 2003.

O acampamento de comércio de James Savage no Rio Merced, a cerca de 10 milhas a oeste do vale, foi saqueado em dezembro de 1850. A Corrida do Ouro impulsionou o conflito, levando ao genocídio indígena da Califórnia: até 1873, 80 % da população nativa havia sido dizimada por violência e doenças, e suas terras expropriadas por colonos europeus, mexicanos, chineses e outros.
Em retaliação ao ataque, em janeiro de 1851 Savage liderou uma milícia contra uma aldeia nativa, mas foi repelido.Beck, Warren A.; Hasse, Ynez D. «Mariposa Indian War». California State Military Museum. Consultado em 14 de janeiro de 2023 Ele então solicitou ao governador John McDougal uma força para “resolver o problema indígena”. As campanhas de 1851 ficaram conhecidas como Guerra de Mariposa.Beck, Warren; Hasse, Ynez D. (18 de maio de 2008). «California and the Indian Wars: Mariposa Indian War, 1850–1851». The California State Military Museum
Savage entrou no vale em 27 de março de 1851, alcançando o Old Inspiration Point com 50–60 homens e capturando Tenaya e seu povo. Os ahwahnechees foram marchados até a Reserva do Rio Fresno. Em maio de 1852, mineradores e soldados mataram vários ahwahnechees em retaliação a suposto ataque, e o resto fugiu para a tribo Mono. Em 1853, alguns retornaram, mas roubaram cavalos mono, desencadeando nova onda de violência que praticamente extinguiu os ahwahnechees locais.

### Denominação da região

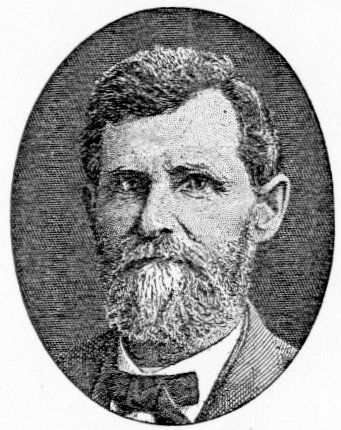
Dr. Lafayette Bunnell, que sugeriu o nome “Yosemite” em 1851. Foto de 1880.

Durante a Guerra de Mariposa, o médico da tropa, Dr. Lafayette Bunnell, propôs “Yo-sem-i-ty”, nome usado pelos miwoks locais e temido por outras tribos.Bunnell, Lafayette (1911). The Discovery of the Yosemite... [S.l.: s.n.] pp. 69–70 Savage traduziu como “urso cinzento adulto”. O termo deriva possivelmente de “uzumati” ou “uhumati”, “matadores”, em miwok meridional.Beeler, Madison Scott (setembro de 1955). «Yosemite and Tamalpais». Names. 55 (3): 185–186. doi:10.1179/nam.1955.3.3.185
Bunnell escreveu sobre a viagem, mas destruiu parte do texto por divergência sobre a altura dos paredões (são o dobro do que estimou). O primeiro relato publicado saiu em 20 de janeiro de 1854 no Mariposa Chronicle, estabelecendo a grafia moderna “Yosemite”. Bunnell publicou seu livro The Discovery of the Yosemite em 1892.Bunnell, Lafayette (1892). The Discovery of the Yosemite 3rd ed. [S.l.]: F.H. Revell Company. ISBN 0-8369-5621-4

### Artistas, fotógrafos e os primeiros turistas

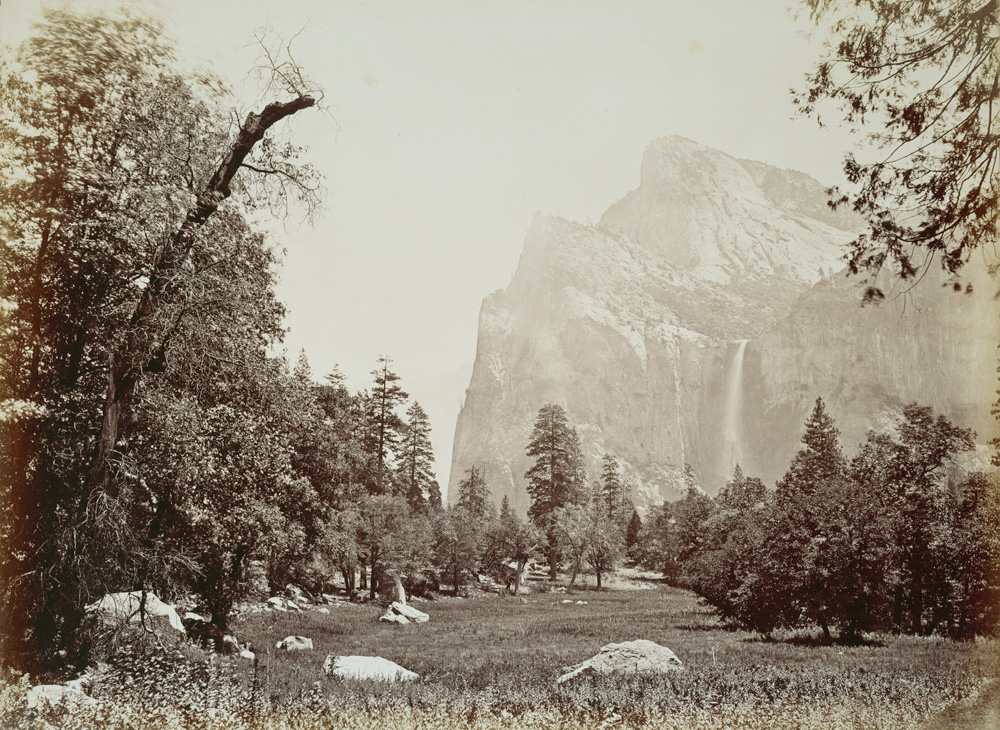
Bridalveil Fall fotografada por Carleton E. Watkins

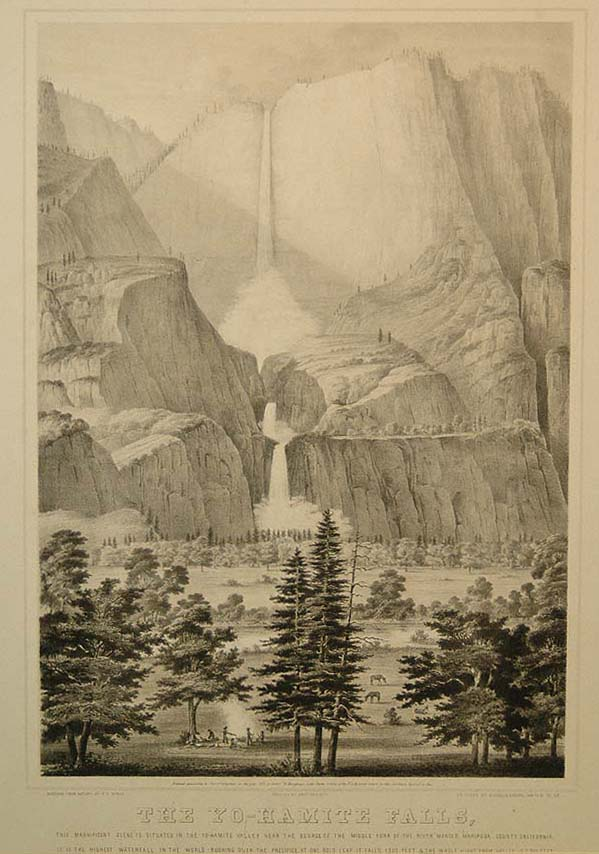
Yosemite Falls, litografia no Hutchings' Illustrated California Magazine, 1856.

Quarenta e oito não indígenas visitaram Yosemite em 1855, entre eles o escritor James Mason Hutchings e o artista Thomas Ayres. Hutchings publicou artigo na Mariposa Gazette (12 de julho de 1855) e Ayres teve suas quatro aquarelas exibidas na primeira edição da revista de Hutchings em julho de 1856. Esses relatos fomentaram o turismo e a futura proteção.
Ayres voltou em 1856 e visitou as Tuolumne Meadows. Suas gravuras exageradas e descrições circularam nacionalmente; em 1859, fotografias de Charles Leander Weed foram exibidas em São Francisco. Hutchings publicou em 1862 as duas partes de Scenes of Wonder and Curiosity in California, mantidas em reimpressão até os anos 1870.

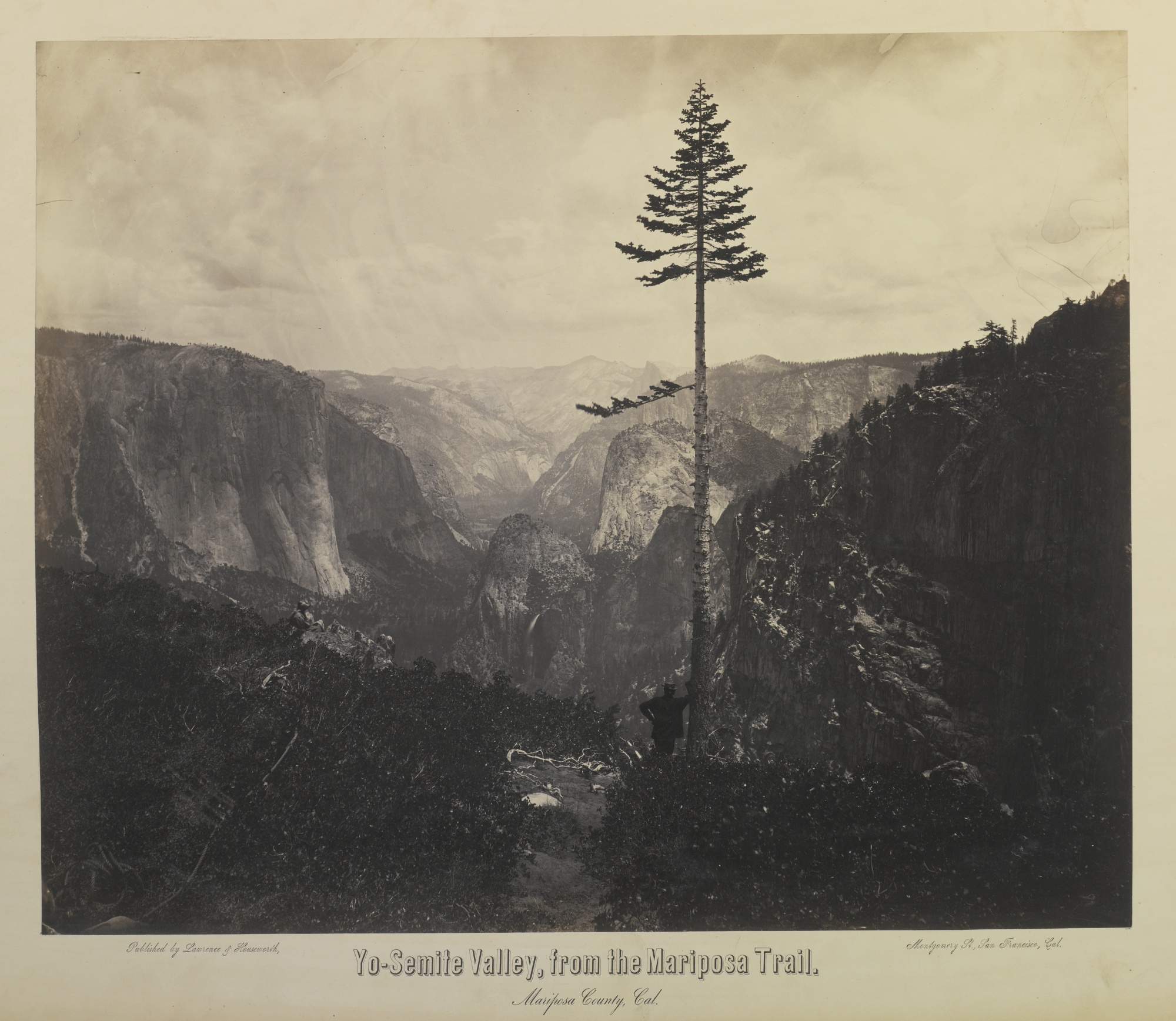
Foto de 1864 de Charles Leander Weed.

Carleton Watkins expôs em 1867 suas vistas de Yosemite na Exposição Universal de Paris. O fotógrafo Ansel Adams fez sua primeira viagem a Yosemite em 1916; suas imagens o tornaram famoso nas décadas de 1920 e 1930. Ele legou seus negativos à Associação do Parque de Yosemite; as tiragens diretas são vendidas desde 1902 pelo estúdio fundado por Harry Cassie Best.
Em 1856, Milton e Houston Mann abriram uma estrada até o vale pela margem sul do Merced River, cobrando US$ 2 por pessoa até a compra pela Mariposa County. No mesmo ano, Galen Clark descobriu o Bosque Mariposa em Wawona, construindo em 1857 uma ponte sobre o South Fork do Merced River para viajantes em direção ao vale.
Logo surgiu o Lower Hotel; em 1859, abriu-se o Upper Hotel (mais tarde Hutchings House, hoje Cedar Cottage). Em 1876, ergueu-se o Wawona Hotel para os turistas do bosque e do vale. Nesse ano, Aaron Harris inaugurou o primeiro camping comercial em Yosemite.

## Concessão estadual

### Formação da concessão

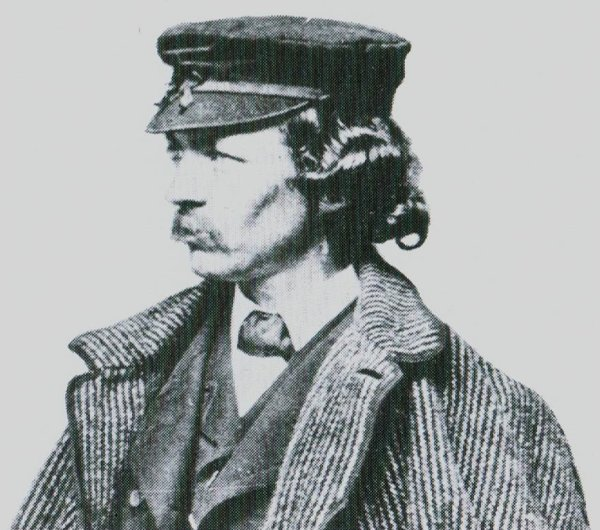
Frederick Law Olmsted, presidente da Comissão Yosemite, c. 1860.

A visitação e o interesse em Yosemite cresceram durante a Guerra Civil Americana. O ministro Thomas Starr King esteve no vale em 1860 e advertiu sobre os impactos do comércio e da ocupação. Suas cartas ao Boston Evening Transcript (1860–61) ganharam repercussão nacional, alertando escritores como Oliver Wendell Holmes Sr. e John Greenleaf Whittier, e motivaram o paisagista Olmsted a visitar Yosemite em 1863.
Fotos de Carleton Watkins e dados da Levantamento Geológico da Califórnia de 1863 levaram o senador John Conness a propor em 1864 um projeto de lei no Senado dos Estados Unidos para ceder o vale e o bosque ao Estado da Califórnia. O Congresso aprovou rapidamente, e o presidente Abraham Lincoln sancionou em 30 de junho de 1864 o Yosemite Grant, destinado ao “uso público, passeio e recreação”. Uma comissão liderada por Olmsted foi criada em setembro, mas só se reuniu em 1866.

### Gestão da concessão
A comissão nomeou Galen Clark como primeiro guardião, porém ele e os membros não tinham poder para expulsar homesteaders. O geólogo Josiah Whitney temia que Yosemite virasse “atração turística” como as Cataratas do Niágara.
Hutchings e outros colonos reivindicaram direitos em 160 acres do vale. Em 1874, essas terras foram anuladas e a legislatura estadual destinou US$ 60 000 para indenizar os colonos; Hutchings recebeu US$ 20 000.
As condições e o acesso melhoraram: em 1878 Clark usou dinamite para desobstruir uma lagoa no vale. A conclusão da Primeira ferrovia transcontinental em 1869 e a chegada da Central Pacific Railroad a Merced em 1872 impulsionaram o turismo.
A longa cavalgada de Merced afastava turistas. Três estradas foram construídas em meados dos anos 1870: Coulterville Road (junho 1874), Big Oak Flat Road (julho 1874) e Wawona Road (julho 1875). Em 1882, John Conway concluiu a estrada a Glacier Point; em 1883, abriu-se a Great Sierra Wagon Road até Tuolumne Meadows.
Clark e os comissários foram destituídos em 1880; Hutchings tornou-se guardião até ser substituído por W. E. Dennison em 1884. Clark voltou ao cargo em 1889 e aposentou-se em 1896.
Em 1900, Oliver Lippincott foi o primeiro a conduzir um automóvel ao vale. A Yosemite Valley Railroad chegou a El Portal em 1907. Trilhas para cavalo e caminhada foram ampliadas, incluindo passarela pelo Bosque Mariposa.

### Concessionárias

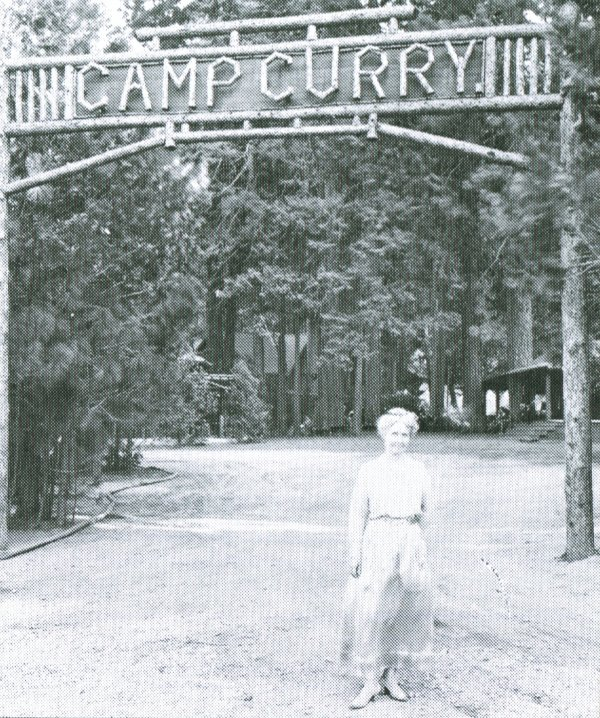
Mother Curry em frente ao Camp Curry, c. 1900.

A primeira concessão surgiu em 1884, com John e Mrs. Degnan abrindo padaria e loja. Em 1916, a Desmond Park Service Company recebeu concessão de 20 anos, construindo hotéis, lojas, acampamentos, laticínios e garagem. Em dezembro de 1917, tornou-se Yosemite National Park Company; reorganizou-se em 1920.
Em 1899, David e Jenny Curry fundaram a Curry Company e o Camp Curry (atual Curry Village). Eles expandiram operações e influenciaram supervisores do parque. Em 1925, por imposição do Serviço Nacional de Parques, Curry Company e Yosemite National Park Company fundiram-se na Yosemite Park & Curry Company.

## Parque nacional

### Influência de John Muir
Logo após chegar à Califórnia em março de 1868, o naturalista John Muir foi ao vale, trabalhando para um pecuarista local e estudando plantas, rochas e animais. Seus artigos popularizaram a região e atraíram interesse científico. Muir defendeu a teoria de que grandes geleiras alpinas moldaram Yosemite, contrariando cientistas como Whitney.
Alarmado pelo sobrepastoreio e desmatamento, Muir tornou-se ativista. Convidou influentes, como Ralph Waldo Emerson em 1871, a acampar e defender a proteção federal. Seu lobby, via editor Robert Underwood Johnson, alcançou audiência nacional.
Em 1º de outubro de 1890, o Ato Yosemite criou o parque nacional fora do vale e do bosque sequoia. A lei proibia destruição de madeira, depósitos minerais, curiosidades naturais e caça predatória. O Estado da Califórnia manteve o controle do Vale de Yosemite e do Bosque Mariposa. Muir e 181 pessoas fundaram o Sierra Club em 1892 para transferir o vale e o bosque ao parque nacional.

### Administração pelo Exército
Como em Yellowstone National Park, Yosemite ficou sob comando militar: o Capitão Abram Wood estabeleceu o Camp A.E. Wood (atual acampamento Wawona) em 19 de maio de 1891. A cada verão, 150 cavalarianos vinham do Presídio de São Francisco para patrulhar o parque. Cerca de 100 000 ovelhas invadiam ilegalmente os prados; os cavalos eram afastados a pé, mas a medida não foi plenamente eficaz. A caça furtiva de peixes e animais levou à suspensão de licenças de armas em 1896. A administração militar terminou em 1914.
Galen Clark aposentou-se em 1896, deixando o vale e o bosque sob gestão ineficaz. Preexistentes problemas pioraram, mas o exército só podia monitorar. Muir e o Sierra Club continuaram a defender a unificação do parque. Em 1901, o Sierra Club passou a organizar excursões anuais a Yosemite.

### Parque nacional unificado

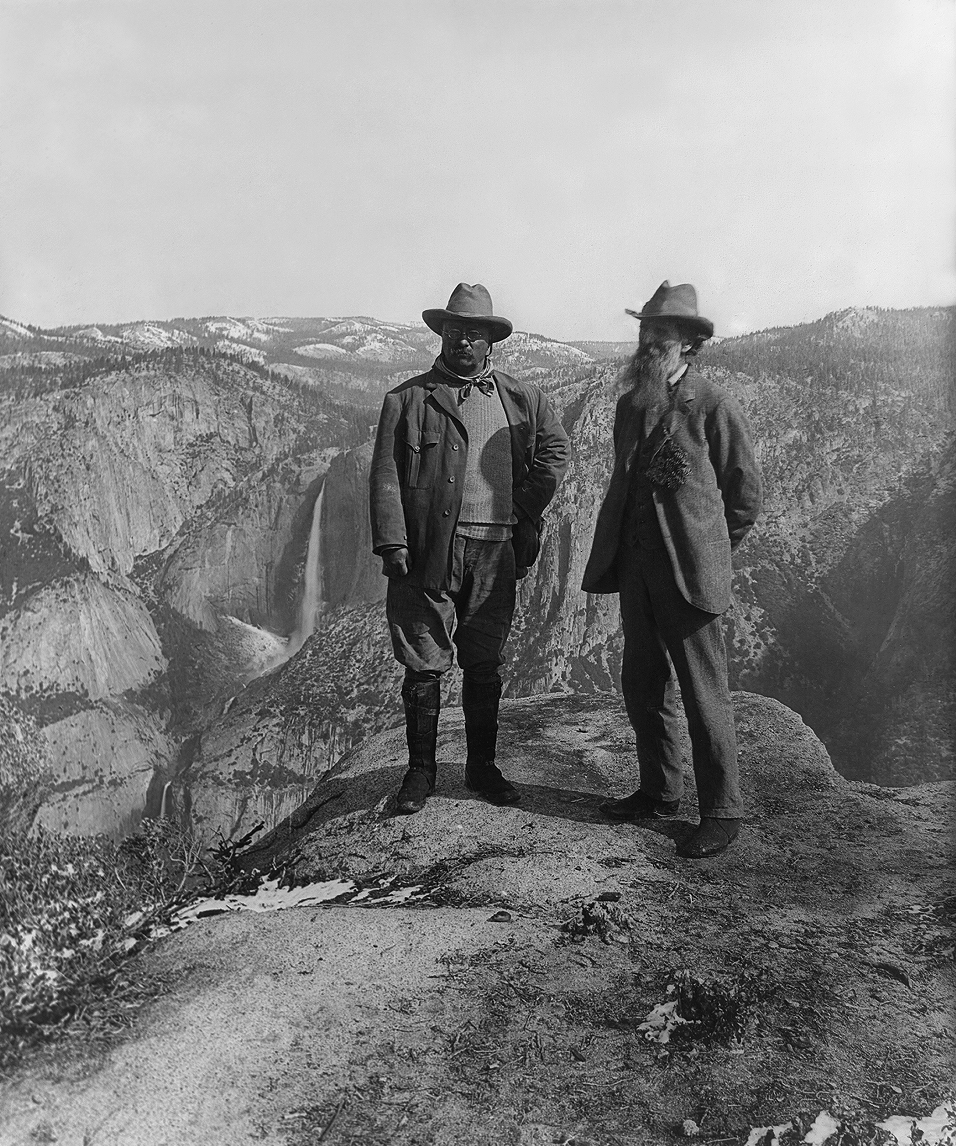
Theodore Roosevelt e John Muir em Glacier Point, maio 1903.

O presidente Theodore Roosevelt acampou três dias com Muir perto de Glacier Point em maio 1903.Worster, Donald (2008). A Passion for Nature... [S.l.]: Oxford University Press. p. 366. ISBN 978-0-19-516682-8 Muir convenceu Roosevelt a federalizar o vale e o bosque. Em 11 de junho de 1906, Roosevelt assinou a lei correspondente, e a sede mudou para o Vale de Yosemite.
Para aprovar o plano, o parque foi reduzido em mais de 500 millas, excluindo locais como o Devils Postpile e áreas de fauna. Em 1908, o superintendente H. C. Benson lamentou a diminuição da caça. As diversas alterações reduziram o parque a dois terços de seu tamanho original.
Em 1930, cerca de 12 000 acres entre os bosques Tuolumne e Merced foram comprados com fundos de John D. Rockefeller. Em 1932 e 1937–39, acres adicionais foram incorporados.

### Disputa pelo Vale de Hetch Hetchy
O prefeito de São Francisco James D. Phelan contratou Joseph P. Lippincott em 1900 para estudar o Valley de Hetch Hetchy. Lippincott recomendou uma barragem no Rio Tuolumne, mas o pedido foi rejeitado em 1903 pelo Secretário do Interior Ethan Allen Hitchcock.

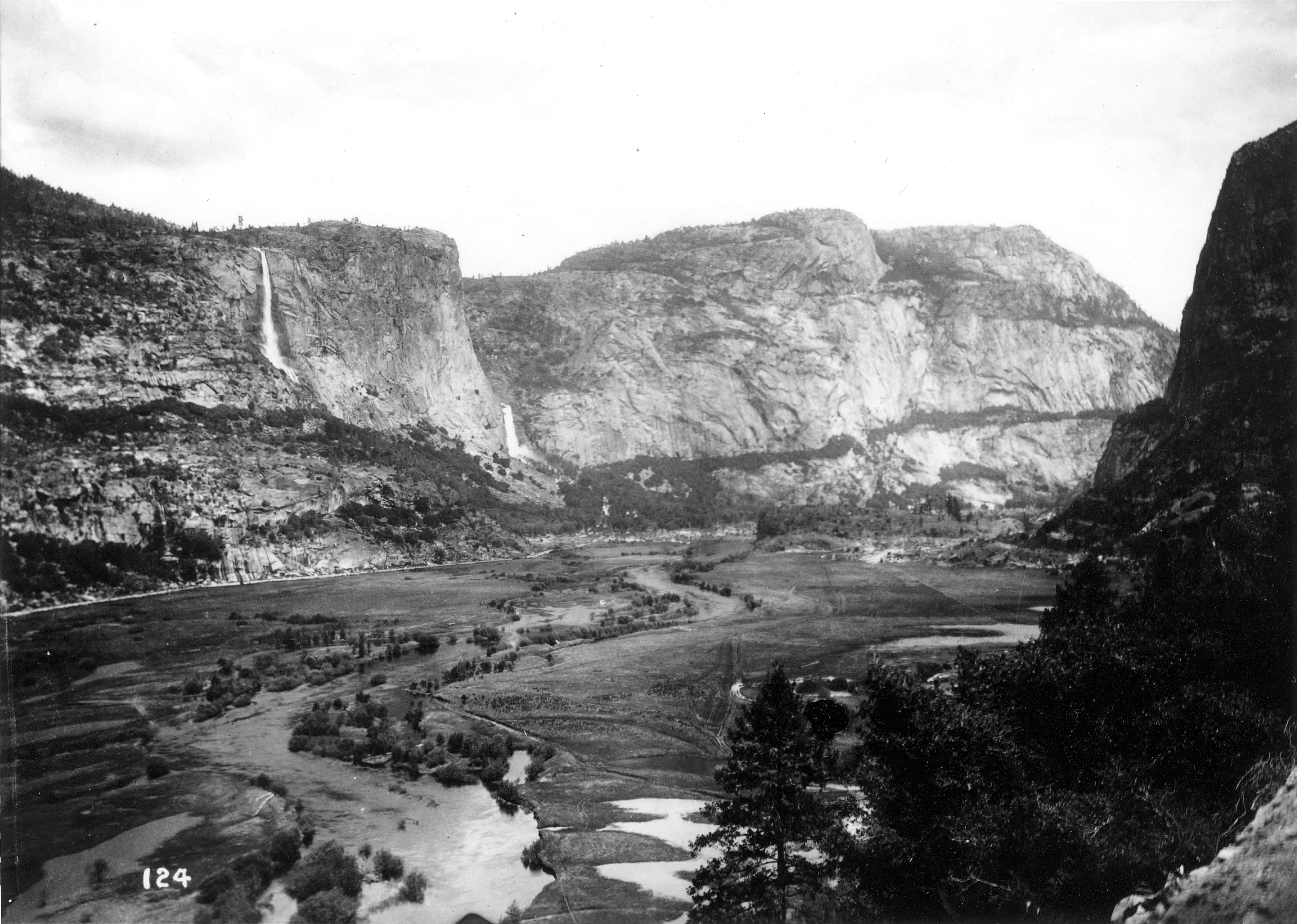
Hetch Hetchy antes de ser inundado. Foto de Isaiah West Taber, 1908.

O Terremoto de São Francisco de 1906 mudou o cenário: em 1908, o Secretário James Rudolph Garfield autorizou o município a construir a barragem, defendendo o uso “doméstico” da água.
Iniciou-se então duelo nacional entre preservacionistas, como Muir, e conservacionistas, como Gifford Pinchot. Muir exclamou: “Barrar Hetch Hetchy! Seria tão absurdo quanto pôr tanques de água nas catedrais do povo.” Pinchot, do Serviço Florestal dos EUA, argumentava a favor do uso público. Em 13 de dezembro de 1913, o presidente Woodrow Wilson sancionou o Ato Raker, autorizando a barragem O’Shaughnessy, concluída em 1923.
Muir morreu em 24 de dezembro de 1914, ainda lamentando o ato. A batalha fortaleceu o movimento de conservação e popularizou-o nacionalmente.

### Serviço Nacional de Parques
A administração passou ao Serviço Nacional de Parques em 1916, quando W. B. Lewis tornou-se superintendente. Nesse ano, inaugurou-se o Parsons Memorial Lodge, a Tioga Pass Road e acampamentos nos lagos Tenaya e Merced; 600 automóveis entraram pelo lado leste. Em 1926, a rodovia SR 140 tornou o parque acessível o ano todo.

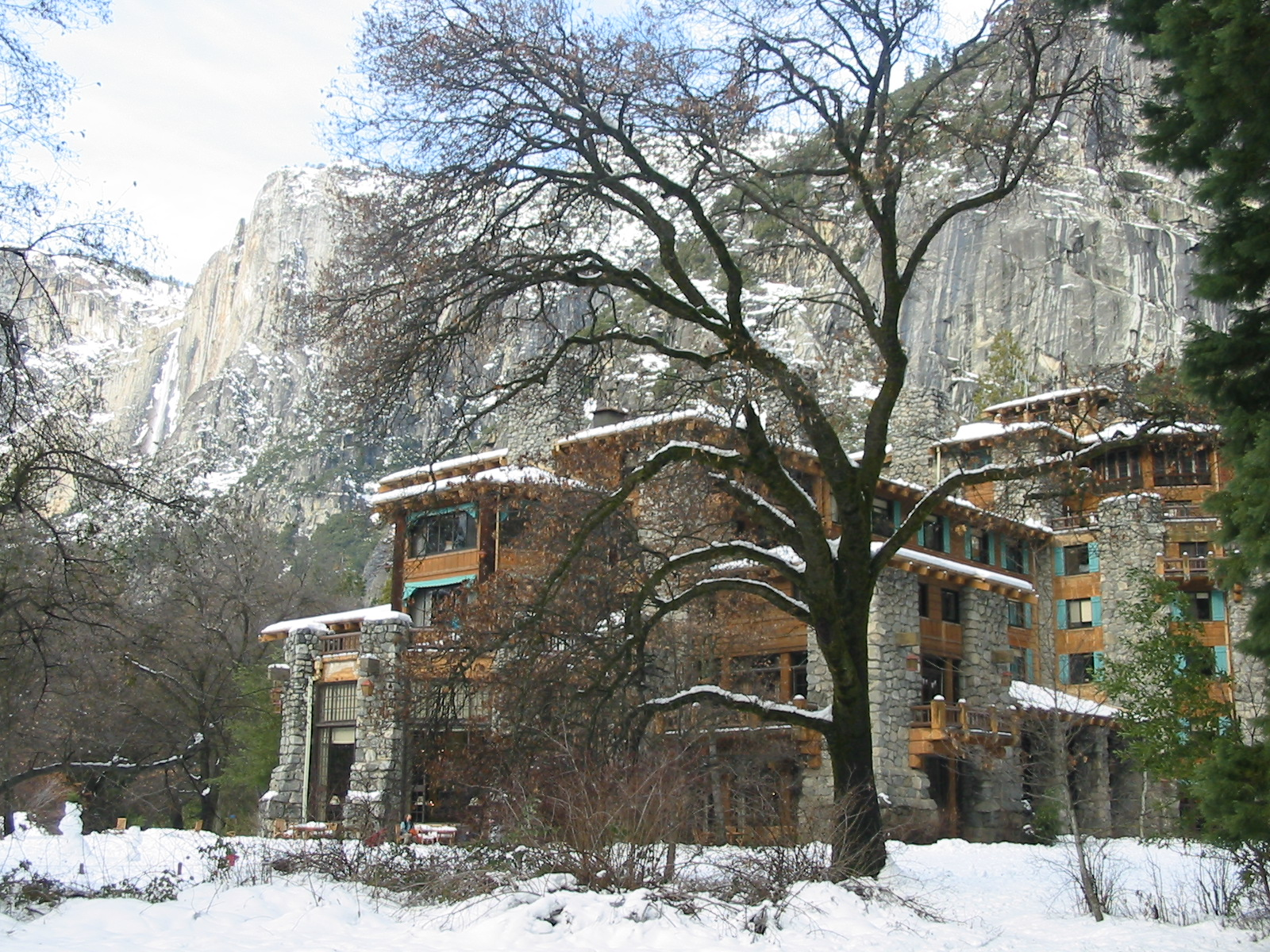
O Ahwahnee Hotel, 2006

Em 1933, abriu-se o túnel de Wawona (0,8 mi), reduzindo o tempo de viagem para o vale. A Estrada de Ferro do Vale de Yosemite fechou em 1945 devido a inundações e ao avanço dos automóveis. A atual Tioga Road (SR 120) foi inaugurada em 1961.
Programas interpretativos pioneiros de Harold C. Bryant e Loye Holmes Miller começaram em 1920. Ansel F. Hall foi o primeiro naturalista do parque em 1921, criando o modelo de museus de contato público. Em 1926, inaugurou-se o Museu de Yosemite, primeiro museu permanente do Sistema de Parques.
O Ahwahnee Hotel, monumento histórico nacional, foi construído em 1927 pelo arquiteto Gilbert Stanley Underwood e decorado com motivos indígenas. Durante a Segunda Guerra, serviu como hospital de reabilitação para soldados.

### Restauração e preservação
Inundações em 1937, 1950, 1955 e 1997 atingiram Yosemite, com vazões de 22 000–25 000 cfs no medidor de Pohono Bridge.
Na década de 1950–60, estruturas de Old Yosemite Village foram removidas ou transferidas ao Pioneer Yosemite History Center em Wawona. A prioridade era a preservação da paisagem natural, não a dos edifícios históricos.
Em 1964, o Wilderness Act destinou 89 % do parque a área wilderness, proibindo estradas e veículos motorizados nela. As adjacências Ansel Adams Wilderness e John Muir Wilderness também foram protegidas.
A Yosemite Firefall foi encerrada em 1968 por conflitar com os valores do parque. A tradição noturna havia começado nos anos 1870 com o Camp Curry.

### Desde o final da década de 1960
Tensões sociais refletiram-se em Yosemite no verão de 1970, quando jovens protestaram contra a expulsão de acampados em Stoneman Meadow, gerando um motim em 4 de julho que levou à intervenção da Guarda Nacional.
Em 1973, a Music Corporation of America (MCA) adquiriu a Yosemite Park & Curry Company. Em 1988, concessionárias faturaram US$ 500 milhões e pagaram US$ 12,5 milhões à União em taxas.
Em 1992, a Delaware North Companies tornou-se concessionária principal, num contrato de 15 anos que elevou a renda anual do parque de US$ 20 milhões.
Em 1999, quatro mulheres foram mortas por Cary Stayner perto do parque. No mesmo ano, um grande deslizamento de rocha em Glacier Point formou campo de detritos maior que vários campos de futebol. O turismo recuou momentaneamente, mas retomou níveis anteriores.

## Transporte

### Era das diligências

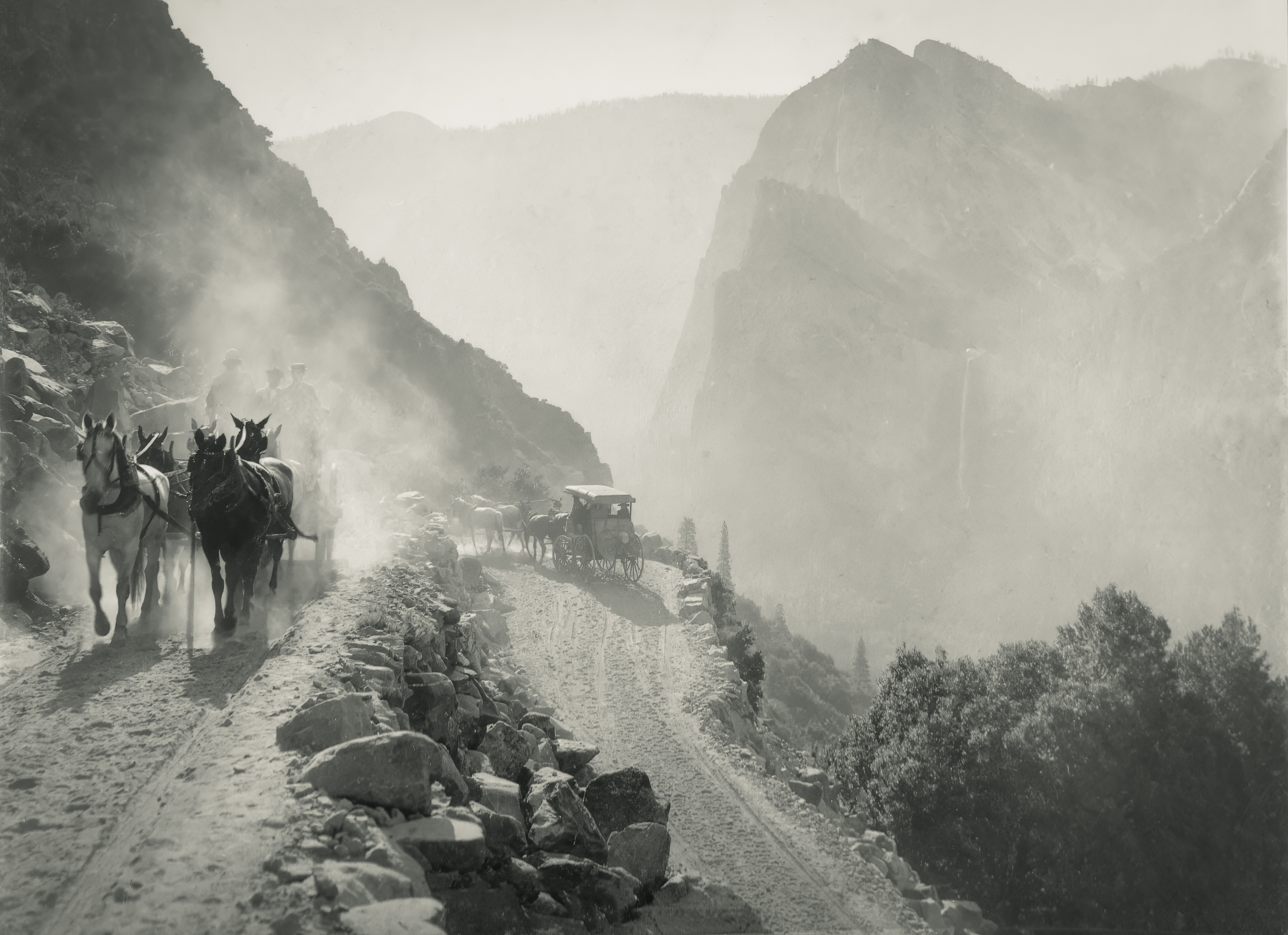
Diligências nas curvas fechadas da Big Oak Flat Road sobre o Vale de Yosemite.

Nos primeiros vinte e três anos após a chegada de Savage, trilhas para cavalos eram a única via de acesso, percorrida por até doze mil visitantes aventureiros.
Em 1859, a Yosemite Turnpike Company construiu estrada de rodas até Crane Flat, 16 milhas do vale, obtendo direitos de pedágio por dez anos e iniciando a Coulterville Road em 17 de junho de 1874. Em seguida vieram a Big Oak Flat Road (julho 1874) e a Wawona Road (1875).
Com a ferrovia transcontinental e ramais para o Vale do San Joaquim, o turismo nacional cresceu. De Stockton, Modesto, Copperopolis, Berenda, Merced e Madera, sete companhias competiam para levar turistas a Yosemite em diligência.

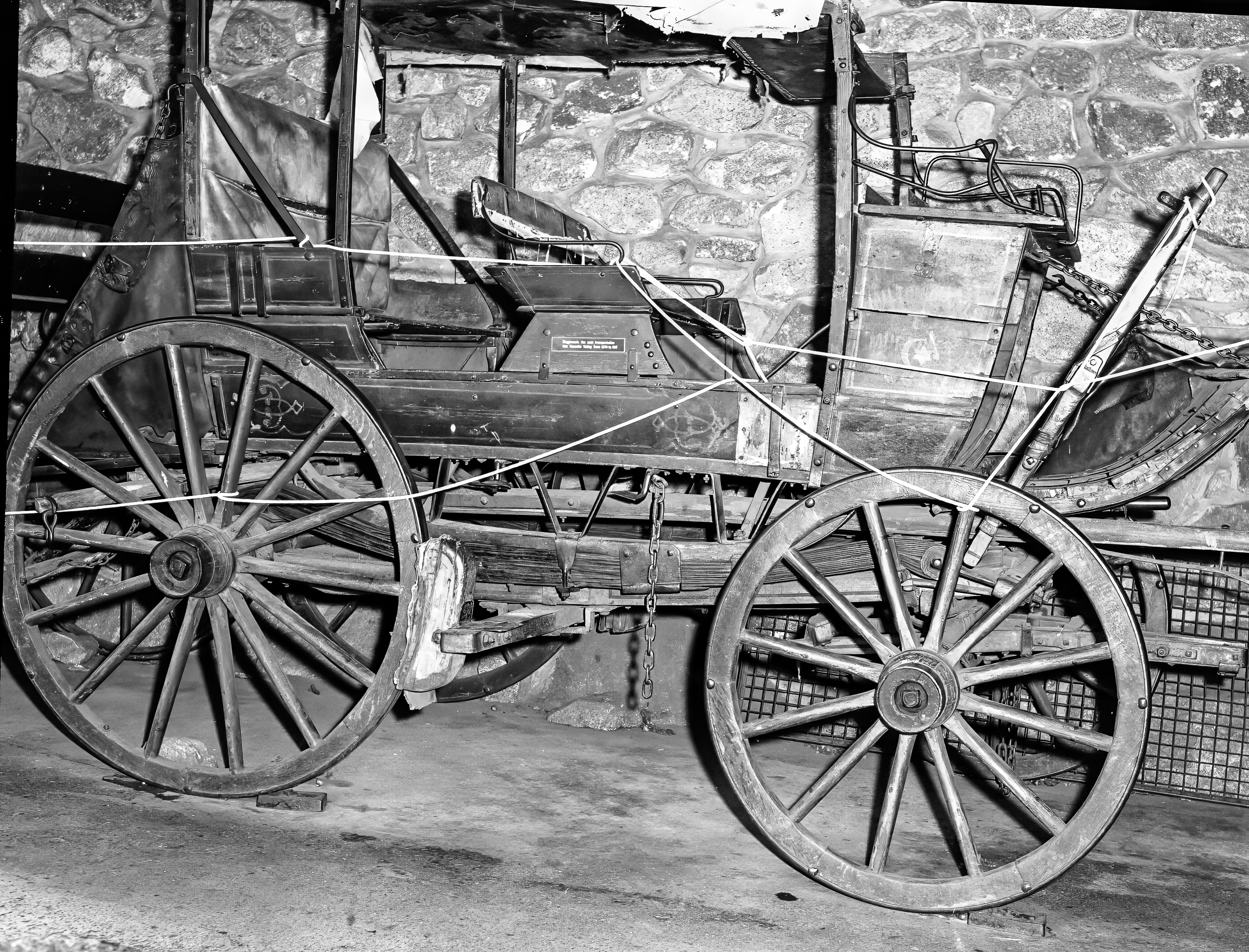
“Carruagens de barro” eram usadas em estradas ruins.

A Yosemite Stage and Turnpike Company operava 40 diligências e bugies, com 700 cavalos. No verão, até onze saídas diárias saíam da estação de Raymond. Seu veículo principal era o Concord coach; em tempo ruim, usava-se o “mud wagon”.:Stagecoach
As trocas de cavalos ocorriam em nove estações entre Raymond e Kennyville (onde hoje fica o Ahwahnee Hotel). Carretas de cinco toneladas, puxadas por equipes de dez mulas, entregavam feno e suprimentos.:Sargent Yesterday
A viagem de Raymond a Wawona, 44 mi, levava dez horas, com parada para almoço em Ahwahnee; ao dia seguinte, mais seis horas e 20 mi até o vale.:Sargent Yesterday Escritórios de telégrafo e da Wells Fargo ao longo da rota integravam Yosemite ao mundo exterior.:Stagecoach
O risco de assaltos animava as viagens: de 1883 a 1906, o Mariposa Gazette registrou seis ataques a diligências.:Sargent Yesterday
Durante quatro décadas, Yosemite evoluiu: tornou-se parque nacional, ganhou hotéis, acampamentos públicos, rodovias asfaltadas e eletricidade.:Stagecoach
O declínio começou no início do século XX com a Yosemite Valley Railroad em 1907, reduzindo o tráfego de diligências, e com a popularização do automóvel.:Stagecoach Até maio de 1916, a última viagem comercial de diligência partiu de Yosemite.:Sargent Yesterday

### Estrada de Ferro do Vale de Yosemite

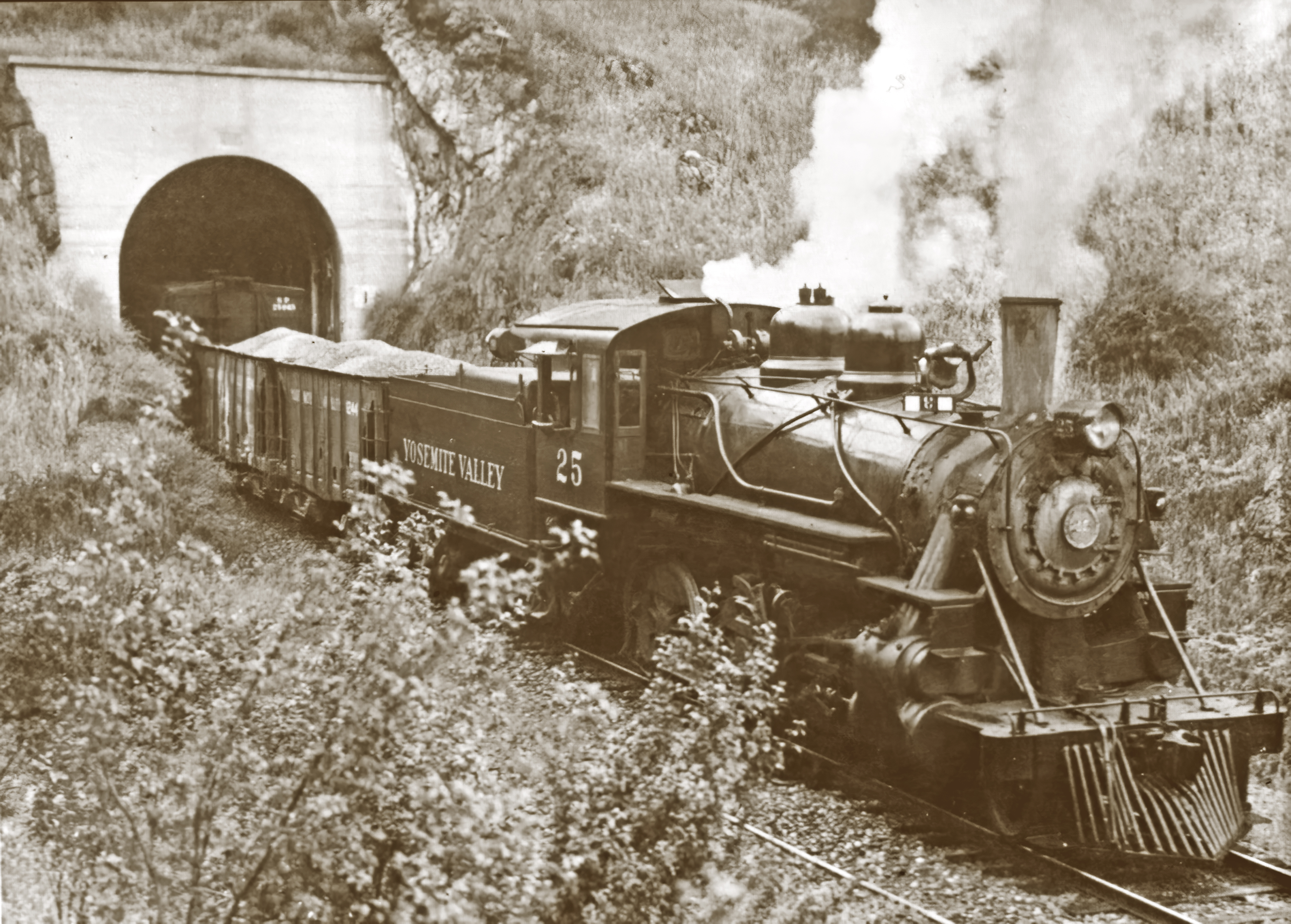
A ferrovia tornou obsoleta a jornada de dois dias em diligência.

A Yosemite Valley Railroad, ativa de 1907 a 1945, ligava Merced a El Portal, oferecendo viagem mais segura comparada às diligências de 1870. Com a expansão dos automóveis nos anos 1920 e da estrada all-year highway nos anos 1930, seu uso decaiu.

### O primeiro automóvel em Yosemite

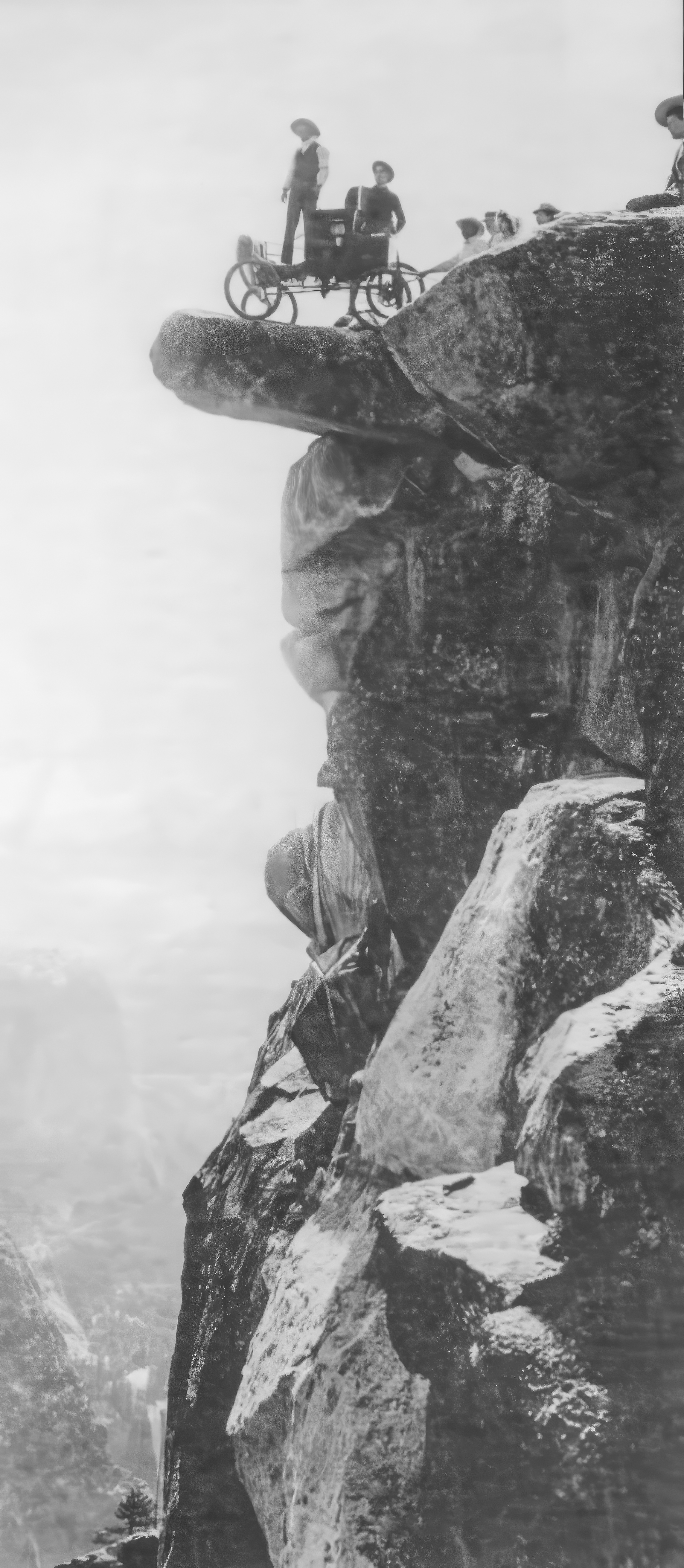
O primeiro automóvel no Vale de Yosemite, 3 200 ft acima do chão do vale (imagem ampliada por IA).

Em 23 de junho de 1900, Oliver Lippincott e Edward E. Russell dirigiram um Locomobile até Yosemite, para promover a loja de Lippincott e a marca. O veículo, motor a vapor de 10 hp, atingia até 40 mph. Russell atuou como motorista-mecânico.:7–8
O Locomobile veio de Los Angeles a Fresno por carga e foi então conduzido a Raymond. A jornada de 44 mi até Wawona levou pouco mais de cinco horas; as últimas 30 mi até o vale consumiram três horas exatas.:Johnston Yesterday
Ao chegar, atraíram enorme curiosidade—especialmente Henry Washburn, superintendente da Yosemite Stage and Turnpike Company. Uma foto de cinco horas de subida até Glacier Point mostrou o veículo em local a 3 200 ft acima do vale.:Johnston Yesterday Apesar do feito, levou-se mais 12 anos até que automóveis substituíssem de fato as diligências.

### A era do automóvel
Em 1906, o superintendente proibiu carros por segurança.:14–15 Contudo, em 1912 uma demonstração no National Parks Conference mostrou a viabilidade, e John Muir previu que os automóveis seriam liberados sob regras.
Em 1913, o Secretário do Interior Franklin K. Lane levantou a proibição, impondo limite de 10 mph. Em 1914, melhoramentos rodoviários elevaram o número de carros, e a Yosemite Stage trocou carruagens por automóveis entre 1913 e 1916. As tarifas de pedágio e taxas governamentais mantinham altos custos de viagem.
A demanda por estradas melhores levou à construção de nova rodovia de baixa altitude acessível o ano todo de 1918 a 1926. O tráfego automotor quase triplicou, de 49 229 carros em 1925 para 137 296 em 1927.
Em 1933, iniciou-se a construção de 35 mi da Highway 41 entre o vale e o Bosque Mariposa, preparando o Túnel de Wawona, com quase 1 mi de perfuração em granito.
Em 1980, a circulação de cerca de um milhão de veículos anuais por 30 mi de estradas no Vale de Yosemite foi apontada como ameaça na Revisão Geral de Gestão do parque. O plano previa eliminar veículos privados do Vale e do Bosque Mariposa em dez anos, mas foi amplamente ignorado.
Nos anos 2010, o aumento de carros causou congestão, com até 8 200 visitantes diários disputando apenas 5 400 vagas de estacionamento.

## Impacto humano
Planos para reduzir o impacto humano no parque foram divulgados pelo Serviço Nacional de Parques em 1980. O Plano Geral de Gestão especificava uma redução de 17 % nas acomodações para pernoite, uma redução de 68 % nas moradias da equipe e a remoção de campos de golfe e quadras de tênis até 1990, ainda assim havia 1 300 edifícios no Vale de Yosemite e 17 acres do fundo do vale estavam ocupados por estacionamentos no final da década de 1990. As metas não foram alcançadas, mas as enchentes de janeiro de 1997 destruíram a infraestrutura do parque no Vale de Yosemite. O Plano do Vale de Yosemite foi posteriormente elaborado para implementar o Plano Geral de Gestão e mais de 250 outras ações.

### Florestas e pradarias
Os Awahnechee e outros povos aborígenes alteraram o ambiente da região de Yosemite. Partes do leito dos vales eram queimadas intencionalmente a cada ano para incentivar o crescimento de carvalhos-negros que produzem bolotas. O fogo mantinha as florestas abertas, reduzindo o risco de emboscadas, e as áreas abertas ajudavam a expandir e manter os prados.
Os primeiros guardiões do parque drenaram pântanos, o que reduziu o número e a extensão dos prados. Na década de 1860 havia mais de 750 acres de prados no vale, em comparação com 340 acres no final do século XX. Os prados remanescentes são mantidos por meio de limpeza manual de árvores e arbustos. O Serviço Nacional de Parques proibiu a circulação de veículos e o acampamento nos prados, prática comum entre as décadas de 1910 e 1930, e o gado e os cavalos não podem mais vagar livremente pelo parque.
A supressão de incêndios florestais incentivou o crescimento de árvores coníferas jovens, como pinheiro-de-ponderosa e cedro-incenso; as coníferas adultas criam sombra suficiente para inibir o crescimento de jovens carvalhos-negros. No século XX, a supressão de incêndios e o abaixamento do lençol freático pela drenagem de pântanos levaram ao estabelecimento de densas florestas de coníferas onde antes cresciam bosques mistos e abertos de coníferas e carvalhos. As políticas de supressão de incêndios foram substituídas por um programa de gestão do fogo que inclui o uso anual de queimas prescritas. O fogo é especialmente importante para os bosques de sequoias-gigantes, cujas sementes não podem germinar sem o solo aquecido pelo fogo.
Anteriormente, a exploração madeireira era realizada na região. Mais de meio bilhão de pés tabulares de madeira foram derrubados entre a Primeira Guerra Mundial e 1930, quando John D. Rockefeller Jr. e o governo federal adquiriram a Yosemite Lumber Company.

### Aumento da visitação

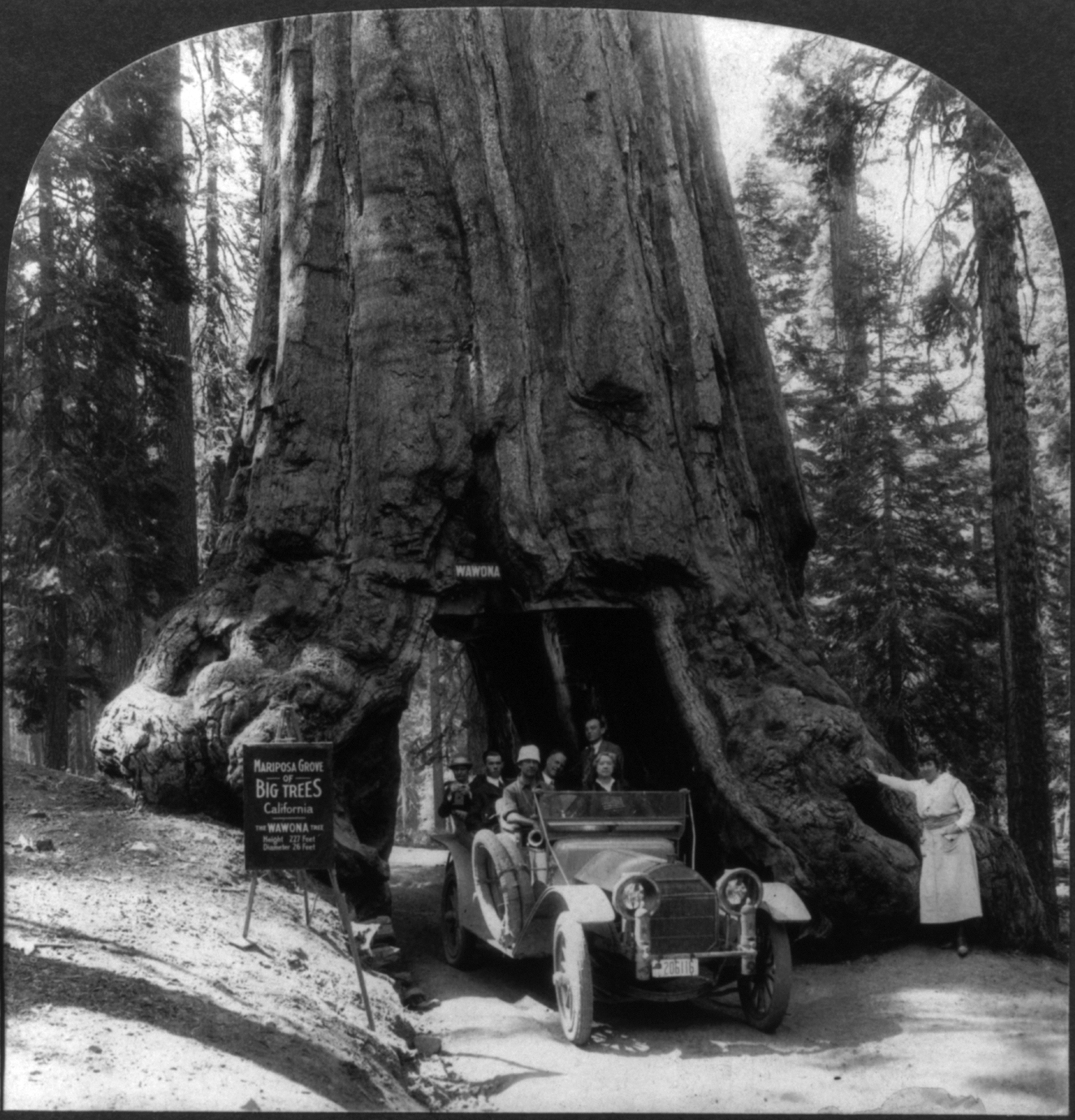
A Árvore Wawona em 1918. O túnel foi escavado em 1881; a árvore desabou em 1969. Sua idade estimada era de 2 300 anos.

Muir e o Sierra Club inicialmente incentivaram esforços para aumentar o número de visitantes do parque. Muir escreveu que mesmo os visitantes "fúteis e pouco apreciativos" eram, no geral, "um sinal dos tempos bastante esperançoso, indicando pelo menos o início de nosso retorno à natureza – pois ir às montanhas é voltar para casa."
O primeiro automóvel entrou no Vale de Yosemite em 1900, mas o aumento no tráfego de carros não cresceu significativamente até 1913, quando foram oficialmente autorizados a entrar pela primeira vez; no ano seguinte, 127 automóveis entraram no parque.
A visitação ao parque passou de 15.154 em 1914, para 35.527 em 1918 e para 461.000 em 1929. Dois terços de milhão visitaram em 1946, 1 milhão em 1954, 2 milhões em 1966, 3 milhões na década de 1980 e 4 milhões na década de 1990.

### Atividades recreativas
Half Dome é um domo de granito proeminente e icônico que se ergue 4737 pes acima do piso do Vale de Yosemite. Foi escalado pela primeira vez em 12 de outubro de 1875 pelo ferreiro escocês do Vale de Yosemite, George C. Anderson. Uma corda que Anderson instalou foi usada por seis homens, incluindo Galen Clark, de 61 anos, e uma mulher, para escalar os últimos 975 pes do Half Dome. A corda de Anderson foi reparada várias vezes e substituída em 1919 por uma escadaria construída pelo Sierra Club.
O acampamento de acesso a pé Sunnyside, mais conhecido como Acampamento 4, foi construído em 1929. Os escaladores, que começaram a subir as paredes de Yosemite na década de 1950, acampavam ali. Em 1997, uma enchente no Vale de Yosemite destruiu as moradias dos funcionários no vale. O Serviço Nacional de Parques queria construir dormitórios ao lado do Acampamento 4, mas Tom Frost e o Clube Alpino Americano conseguiram barrar o plano. O Acampamento 4 foi listado no Registro Nacional de Lugares Históricos em 21 de fevereiro de 2003, por seu papel no desenvolvimento do alpinismo esportivo.
A Área de Esqui Badger Pass foi inaugurada em 1935. O campo de golfe de 9 buracos de Wawona foi aberto em junho de 1918 em um prado adjacente ao Hotel Ahwahnee. Um campo de golfe foi posteriormente construído próximo ao Hotel Ahwahnee no Vale de Yosemite, mas foi removido e convertido em um prado em 1981.

### Espécies introduzidas e invasoras
Ver também
Animais e doenças introduzidos já haviam impactado a área do parque no final do século XIX. Galen Clark observou, em meados da década de 1890, que as gramíneas nativas e as plantas floríferas no Vale de Yosemite haviam sido reduzidas em três quartos.
A ferrugem do pinheiro-branco, uma doença fúngica que infecta árvores coníferas, foi acidentalmente introduzida na Colúmbia Britânica em 1910 e atingiu a Califórnia na década de 1920. Desde então, infectou muitas árvores de pinheiro-sugar na região de Yosemite. A ferrugem é controlada pela remoção de plantas do gênero Ribes, que atuam como vetores do fungo.
Trutas foram introduzidas em córregos e lagos de Yosemite para promover a pesca. A predação de girinos pelos peixes introduzidos reduziu as populações de sapos. Não se faz mais repovoamento de lagos e córregos no parque.
Os atuais gestores do parque concentram-se no controle de nove espécies vegetais invasoras de alta prioridade de plantas daninhas nocivas: cardo-amarelo (Centaurea solstitialis); picão-manchado (Centaurea maculosa); amora-do-Himalaia (Rubus armeniacus); cardo-comum (Cirsium vulgare); grama-veludo (Holcus lanatus); capim-dos-campos (Bromus tectorum); escova-de-vassoura (Genista monspessulana); cardo-armado (Carduus pycnocephalus); e lepídio-perene (Lepidium latifolium). Em 2008, o parque começou a usar os herbicidas glifosato e aminopiralido para complementar métodos manuais no manejo das plantas mais ameaçadoras.

### Fauna

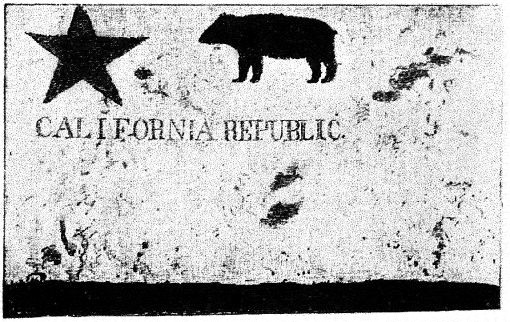
A bandeira original da Califórnia apresentava uma subespécie de urso-pardo endêmica da região de Yosemite, mas que agora está extinta. Esta foto de 1890 mostra a bandeira original do Urso que foi destruída em 1906.

Os ursos-pardos, também chamados de grizzlies, figuravam proeminentemente na mitologia Miwok e eram os principais predadores da região até a década de 1920, quando se tornaram extintos localmente. Um esboço de um grizzly de Yosemite por Charles Nahl adorna a bandeira da Califórnia.
Os ursos-negros-americanos eram uma atração comum na década de 1930, mas somente em 1929 81 pessoas tiveram que receber tratamento por ferimentos relacionados a ursos. Ursos problemáticos eram marcados com tinta branca antes de serem realocados para outras partes do parque, e reincidentes eram mortos. As exibições de alimentação de ursos foram interrompidas em 1940, mas o Serviço Nacional de Parques continuou a abater ursos que invadiam acampamentos habitualmente; 200 foram abatidos entre 1960 e 1972. Os visitantes do parque agora são orientados sobre o armazenamento adequado de alimentos.
Para complementar sua renda, os guardas armadilham predadores como coiotes, raposas, linces, pumas e glutões em busca de suas peles, prática que perdurou até 1925. No entanto, o controle de predadores continuou; 43 pumas foram mortos em Yosemite pelo caçador estadual de pumas em 1927. Os gaviões-de-Cooper e gaviões-fura-rabo foram caçados até a extinção local.
Os muflões-da-rocha, que foram extintos localmente por caça e doenças, foram reintroduzidos no leste do parque. O Serviço Nacional de Parques e o Fundo Yosemite também ajudaram a reestabelecer falcoões-peregrinos e corujas-grandes-cinzentas. Alces-da-Tule, que haviam sido caçados quase até a extinção, foram mantidos em curral em Yosemite antes de serem transferidos para o Vale de Owens no leste da Califórnia.